# Sebastian Boenisch
Sebastian Boenisch (Gliwice, 1 februari 1987) is een Pools betaald voetballer die doorgaans speelt als linksback. In 2016 verruilde hij Bayer Leverkusen voor 1860 München. Boenisch maakte in 2010 zijn debuut in het Pools voetbalelftal.

## Carrière
Boenisch stroomde in 2006 door vanuit de jeugd van Schalke 04, waar hij in februari van dat jaar debuteerde in het eerste elftal. Hij speelde er in drie seizoenen negen competitiewedstrijden in de hoofdmacht, waarna hij in augustus 2007 een vierjarig contract tekende bij Werder Bremen.. Boenisch kwam hier meer aan spelen toe, maar belandde na verloop van tijd ook in Bremen op het tweede plan. Nadat zijn contract er in juli 2012 afliep, zat hij vijf maanden zonder club. Bayer Leverkusen lijfde hem op 4 november 2012 vervolgens transfervrij in.

## Cluboverzicht
| Seizoen | Club             | Competitie    | Wedstrijden | Doelpunten |
| ------- | ---------------- | ------------- | ----------- | ---------- |
| 2005/06 | Schalke 04       | Bundesliga    | 1           | 0          |
| 2006/07 | Schalke 04       | Bundesliga    | 8           | 0          |
| 2007/08 | Schalke 04       | Bundesliga    | 0           | 0          |
| 2007/08 | Werder Bremen    | Bundesliga    | 9           | 1          |
| 2008/09 | Werder Bremen    | Bundesliga    | 24          | 0          |
| 2009/10 | Werder Bremen    | Bundesliga    | 17          | 0          |
| 2010/11 | Werder Bremen    | Bundesliga    | 1           | 0          |
| 2011/12 | Werder Bremen    | Bundesliga    | 4           | 0          |
| 2012/13 | Bayer Leverkusen | Bundesliga    | 15          | 1          |
| 2013/14 | Bayer Leverkusen | Bundesliga    | 25          | 1          |
| 2014/15 | Bayer Leverkusen | Bundesliga    | 12          | 0          |
| 2015/16 | Bayer Leverkusen | Bundesliga    | 8           | 1          |
| 2016/17 | 1860 München     | 2. Bundesliga | 0           | 0          |

## Nationale ploeg
Boenisch werd met een Duitse nationale jeugdselectie Europees kampioen op het EK onder 21 in 2009. Op 15 augustus 2010 besloot hij om voor de Poolse nationale ploeg uit te komen. Daarmee kwalificeerde hij zich voor het Europees kampioenschap voetbal 2012.

## Erelijst
| Competitie            |               |               |               |               |
| Competitie            | Aantal        | Jaren         |               |               |
| Werder Bremen         | Werder Bremen | Werder Bremen | Werder Bremen | Werder Bremen |
| --------------------- | ------------- | ------------- | ------------- | ------------- |
| DFB-Pokal             | 1x            | 2008/09       |               |               |
| Duitsland -21         |               |               |               |               |
| Europees kampioen -21 | 1x            | 2009          |               |               |